# Manfred Penz
Manfred Penz (27 de enero de 1941) es un deportista ausrtíaco que compitió en judo. Ganó una medalla de bronce en el Campeonato Europeo de Judo de 1965 en la categoría de –70 kg amateur.

## Palmarés internacional
| Campeonato Europeo | Campeonato Europeo | Campeonato Europeo | Campeonato Europeo |
| Año                | Lugar              | Medalla            | Categoría          |
| ------------------ | ------------------ | ------------------ | ------------------ |
| 1965               | Madrid (España)    | Medalla de bronce  | –70 kg (A)         |